# Liste der Kulturdenkmäler in Pleckhausen
In der Liste der Kulturdenkmäler in Pleckhausen sind Kulturdenkmäler der rheinland-pfälzischen Ortsgemeinde Pleckhausen aufgelistet. Grundlage ist die Denkmalliste des Landes Rheinland-Pfalz (Stand 4. Mai 2023).

## Einzeldenkmäler
| Bezeichnung | Lage                | Baujahr                 | Beschreibung                                            | Bild            |
| ----------- | ------------------- | ----------------------- | ------------------------------------------------------- | --------------- |
| Wohnhaus    | Hauptstraße 43 Lage | 17. bis 19. Jahrhundert | Fachwerkhaus, teilweise massiv, 17. bis 19. Jahrhundert | Fotos hochladen |